# Малько, Александр Васильевич
Александр Васильевич Малько (25 ноября 1958, Кузнецк, Пензенская область, РСФСР, СССР) — российский учёный-правовед, доктор юридических наук, профессор, Заслуженный деятель науки Российской Федерации, академик Российской академии юридических наук. Индекс Хирша — 65.

## Биография
Малько Александр Васильевич родился 25 ноября 1958 года в городе Кузнецк Пензенской области.
- 1977 год — 1979 год — служба в советской армии.
- 1979 год — 1983 год — учёба в Саратовском юридическом институте имени Д.И. Курского.
- 1983 год — 1985 год — работа преподавателем на кафедре теории государства и права, учёба в очной аспирантуре.
- 1985 год — защита диссертации на соискание учёной степени кандидата юридических наук на тему «Законные интересы советских граждан» под руководством доктора юридических наук, профессора Николая Игнатьевича Матузова.
- 1991 год — присвоено звание доцента.
- 1995 год — защита диссертации на соискание учёной степени доктора юридических наук на тему «Стимулы и ограничения в праве: теоретико-информационный аспект».
- 1996 год — присвоено учёное звание профессора.
- 2000 год — 2020 год — директор саратовского филиала Института государства и права РАН, председатель Совета главных редакторов юридических журналов России, главный редактор журнала «Правовая политика и правовая жизнь»
- с 2020 года — главный редактор журнала «Правовая культура»[1], профессор кафедры государственно-правовых дисциплин Поволжского института (филиала) Всероссийского государственного университета юстиции (РПА Минюста России)[2]

## Основные работы
Книги
- Малько А. В., Саломатин А. Ю. Сравнительное правоведение. Учебно-методический комплекс. — М.: НОРМА, 2008. 352 с.
- Матузов Н.И., Малько А. В., Кабышев В.Т., Цыбулевская О. И.  Публичная власть: Проблемы реализации и ответственности. — Саратов. : СГАП, 2011. — 526 с. — ISBN 5-7924-0893-9.
- Malko A., Salomatin A. Vergleichtspoliic als day wichtigste instrument der rechlichen Reformen. — Trier: Institut fur Rechtspolitik, 2014. — 20 p.
- Salomatin A., Malko A. Legal systems of the contemporary world. — M: A-project, 2016. — 149 p.
- Саломатин А. Ю., Малько А. В. Стратегия развития правосудия в условиях глобализации. — М.: ИЦ РИОР, 2019. — 227 с.
- Терехин В. А., Малько А. В., Семикин Д. С., Люкина О. В., Гуляков А. Д., Гук П. А. и др. Судебная политика: теория и практика: коллективная монография / под ред. А. В. Малько, В. А. Терехина. Пенза: Изд-во ПГУ, 2013. 332 с.

## Награды
- Медаль Анатолия Кони (2024)[3]